# 神头墓群
神头墓群，位于山东省德州市陵城区神头镇，是中华人民共和国山东省文物保护单位之一。
1977年12月23日，授予山东省文物保护单位，是一座古墓葬。